# Lingua hopi
La lingua hopi è una lingua della famiglia delle lingue uto-azteche. È parlata da circa 5.000 persone della popolazione pueblo del gruppo Hopi nell'Arizona nord-orientale.

## Dialetti e lingue derivate
Secondo il linguista statunitense Benjamin Whorf, esistono tre varianti dialettali della lingua hopi:
- First Mesa parlato nei villaggi di Polacca e Walpi pueblo in First Mesa;
- Second Mesa, parlato nel villaggio di  Mishongnovi  in Second Mesa;
- Third Mesa , parlato nel villaggio di Oraibi in Third Mesa e nel vicino villaggio di Moenkopi.